# 日前国懸神宮と高大明神の用水相論
日前国懸神宮と高大明神の用水相論（ひのくまくにかかすじんぐう-と-こうだいみょうじん-の-ようすいそうろん）は、室町時代の紀伊国（現和歌山県）で発生した灌漑用水をめぐる日前国懸神宮（以下「日前宮」と略す）と和佐庄という荘園の間の相論（訴訟を伴う紛争）である。当事者の一方である後者が日前宮に対抗する権威として同庄に鎮座する高大明神（現高積神社）を担いだため、結果的に日前宮と高大明神の用水相論と呼ばれるようになり、そこから高大明神の神領地における用水相論と把握されたりもした。
本事件に関する史料は、紀伊国岩瀬庄（いわせのしょう）の荘官の系譜を引く湯橋氏のもとに伝わる「湯橋家文書」中にまとめられており、相論の経緯は勿論、当時の裁判手続きの様子をも比較的豊富に伝える。

## 概説

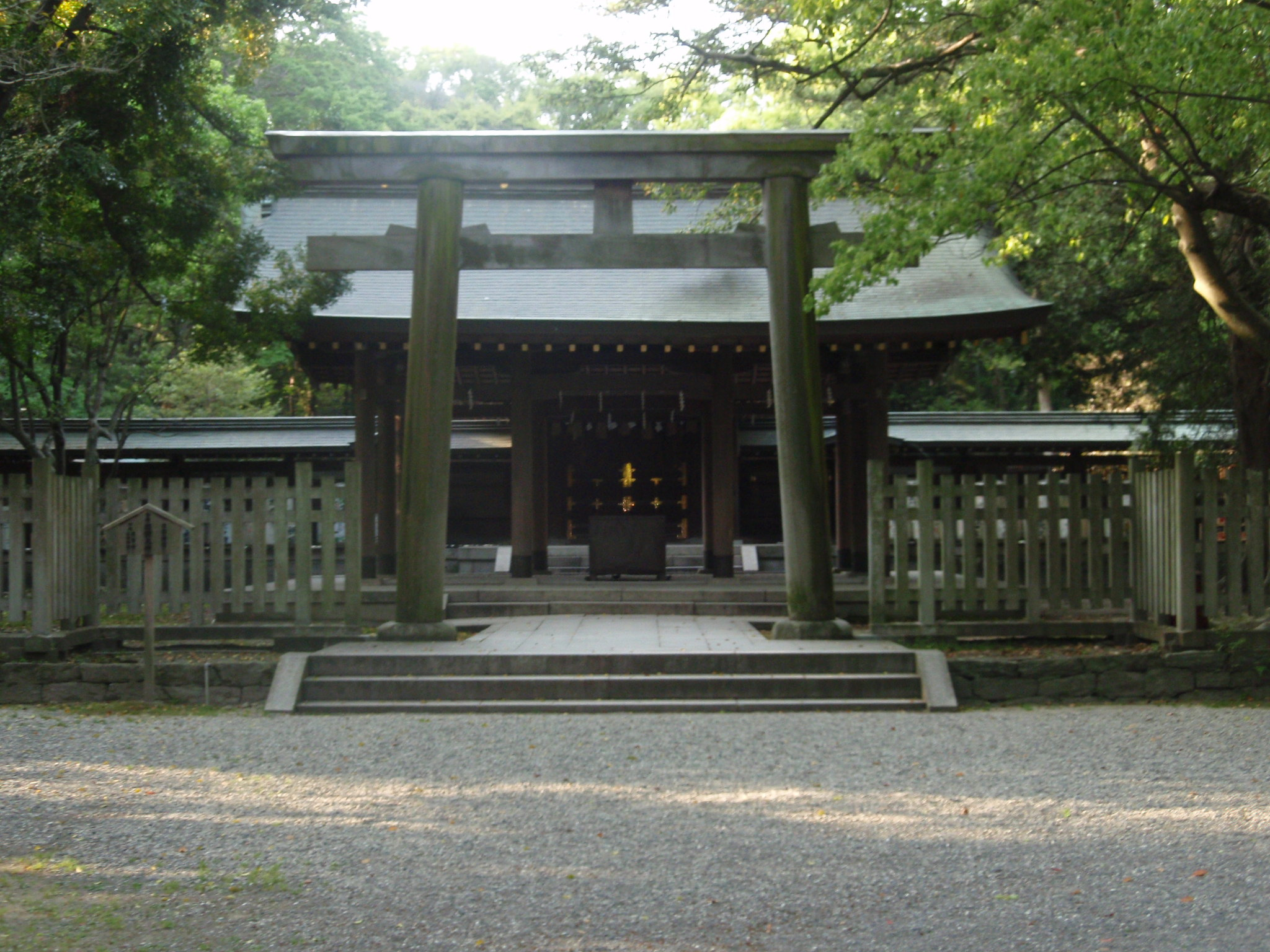
日前神宮

中世には日前宮が鎮座地周辺を社領として経営しており、紀ノ川から社領域の農業用水として宮井（現宮井川）を引いていた。一方平安時代末には神宮領の東北方に立荘されていた和佐庄は、庄内の農業用水として宮井から引水する和佐井を開削していた。
相論は永享4年（1432年）に起きたが、当時は和佐庄によって紀ノ川左岸河口部の氾濫原（沖積低地）の開発が急速に進められていたと見られ、同庄は10年程前の応永29年（1422年）にも隣接する石清水八幡宮領の岩橋庄との間で堺相論を起こしている。こうした和佐庄の新開発に対して、社領域の農業生産を宮井に依存していた日前宮が危機感を募らせたことによる異議申し立てが本相論であったと推測でき、このように理解すれば用水の上流と下流に位置する者同士のありきたりの相論に過ぎなくなるが、本相論は灌漑用水の管轄権の推移や室町時代の裁判手続きの具体相をうかがわせるものともなっており、特に後者の点については守護と守護被官に対する在地社寺勢力の葛藤といった面を髣髴とさせるものがあるために興味深いものとなっている。

### 宮井（神宮井）

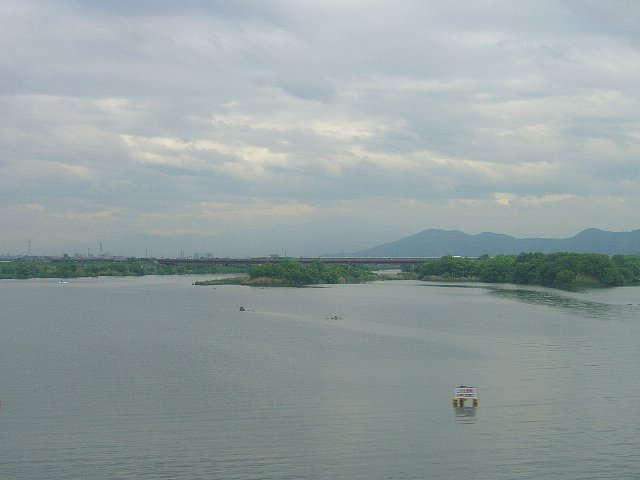
JR阪和線の鉄橋から望む紀ノ川（平成18年5月撮影）。

宮井（みやい）は紀ノ川下流左岸（和歌山平野）を潤す灌漑用水で、その名称は元亨元年（1321年）の文書に見える「ミアイノハタ」が初見。開削は古く古墳時代にまで遡り、当地の豪族であった紀直氏（後の紀伊国造家）の和歌山平野開発に伴い、その主導の下に紀ノ川の旧河道を固定化して造成されたであろうことが推測されており、古代律令制時代には500余町（180万坪、およそ600ha）に及ぶ平野部の水田を潤す一大幹線水路として国衙によって管轄され、取水口の幅は当時としては破格の1段（およそ11m）もあった。その後国衙の権威の低下に従い、それに代わって本来的な関係を持っていた日前宮が管理するようになり（日前宮の祠官は古来一貫して紀伊国造家が勤めている）、そこから「宮井」と称されるようになり、ほかに「神宮井」や「大神宮大井」などとも称された。

## 争点
本相論の争点は和佐井を宮井から分水することの是非にある。日前宮は和佐庄には宮井と取水口を別にする井溝もあることであり、宮井から引水する権利はないと訴えているが、和佐庄側は、庄内を流れる用水は宮井の枝溝として宮井に設けた2箇所の取水口から引水するのが旧来の慣行であると反論している。この場合、恐らく和佐庄の主張通り、宮井からの分水によって成立した枝溝が和佐井であり、日前宮が虚偽の訴えをなしていたと推定されるが、日前宮側の主張に見える「別の井溝」が存在したのも確かなようで、後の四箇井（しかい。現四箇井川）に相当する新しい用水路が和佐庄によって開削されていたため、水不足を懸念した日前宮がそれを理由に宮井の最上流部に位置する同庄の引水権を拒否しようとしたものであると思われる。またそれに加え、宮井の紀ノ川からの取水口が時代の降るにつれて上流部へ移動しており、そのために和佐井との競合が生じたことや、延享5年の夏に畿内近国で起こった大干魃も影響したであろうことが指摘され、更には鎌倉時代までは国衙が宮井を管轄していたが、室町幕府から「守護職は上古の吏務なり」と国司や国衙の役割の継承が期待された守護が、相論の単なる調停者へと後退し、代わって日前宮や和佐庄といった在地勢力が直接管轄する形態へと移っていたことも一因と見られる。

## 経緯
相論は日前宮側の訴えに発する。永享4年春に日前宮が和佐庄が宮井から勝手に引水していると訴え、これに対する和佐庄が古来の慣習であると反論、武力衝突に発展しそうになったが、この時は守護代である遊佐国継の口入（くにゅう。調停のこと）によって5月に一応の解決を見て、日前宮に有利な裁決が下されたようである。
しかし翌永享5年に再燃、日前宮が和佐庄が前年同様の行為をしている、と神宝を担いで嗷訴する動きを見せたために、和佐庄の給人等が幕府へ訴えることとなり、郡代である草部盛長が庄の代表2名を守護所へ吹挙（推挙）し、更に守護代国継が彼等を在京中の守護畠山満家へ吹挙した。当時の幕府における所領相論の裁許（判決）は、まず訴人（原告）の訴えをそのまま認めて、係争地を訴人へ打渡し、論人（被告）に異論があれば改めて論人側から提訴するという慣例であったため、4月19日付で「理非（訴えの正否）の糾明」は後日の事とした上で「近年の例に任せてその沙汰を致さるべし」との御教書が発給され、これを受けた守護代国継による遵行状や現地の郡代盛長による打渡状において、用水は「和佐へ取るべし」と和佐庄側に有利な措置が取られたため、これを不服とした日前宮によって改めて上訴がなされた。その後訴論人両者が幕府において対決したようであるが、裁判の経緯や結果は残されておらず、不明である。

### 吹挙
室町時代の守護には鎌倉時代に比べてより大きな権限が付与されており、任地における使節遵行もその1つであった。この使節遵行は裁許後の執行手続きで、相論の当事者が守護被官であった場合に発動される場合が多く、本相論の当事者である和佐庄内の給人もその多くは守護畠山氏の被官であったと推定されている。
本件のように所領を廻る相論においては、まず訴人が属す郡の郡代が守護所の守護代へ吹挙し、そこで守護代を始め国人などが口入、それでも解決を見なければ京都の守護へ（実際は守護家の奉行人へ）吹挙して幕府の裁判に懸けるといった手続きが執られ、本件の場合も結局は守護代から守護へと吹挙がなされ、守護家の奉行人である木沢善堯と遊佐国盛とによって守護満家に伝達され、満家を通じて幕府へも伝達されたと見られており、この際には吹挙先に何らかの工作を依頼するとともに、被官には依頼先への内通の便宜を供したものと推定されている。対する日前宮も吹挙を求めたと想像されるが、日前宮にとってはたとえ手続き上の一端を担うに過ぎないとはいえ、被官の庇護者でもある守護が裁判に介在する点に矛盾を感じ、幕府まで提訴することによって有利に事を運ぼうとしたことが読み取れる。

## 日前宮と高大明神
本相論ではもう1点、和佐庄が日前宮に対抗する権威として高大明神を担いでいる事も注目される。日前宮は紀伊国一宮とされ、古代以来朝廷からの崇敬を受けた有力神社であるが、和佐庄は日前宮の鎮座地、つまり神宮領はそもそも高大明神が譲ったものであるとの由緒を掲げ、日前宮と高大明神が同等の神社であることを主張している。この由緒は同じく古代以来の崇敬を受け、同じく一宮とされる伊太祁󠄀曽神社のそれと酷似した内容であるが、併せて日前宮の神官が高大明神の神事を勤めるのが定めとされている一方で、和佐庄から同宮に対して何らかの勤めを果たしたことは未だかつてなく、それも本末関係を考えれば当然であるとも主張している。対する日前宮は、高大明神は境外に位置するが日前宮の末社であると主張し、和佐庄側の高大明神の日前宮に対する相論でもあるとの訴えを「（末社なので）その謂われ無し」と否定するとともに、和佐庄の給人が高大明神に関与すること自体を斥けている。上述したように幕府による裁許の結果を欠くためにこれも結論は不明であるが、日前宮が高大明神の祭祀に深く関わっていたことは事実だったようで、『紀伊国名所図会』や『紀伊続風土記』によれば、その関係は近世以前まで続いたという。